# Noah Bennet
Noah Bennet, conosciuto anche con il soprannome di HRG, acronimo di Horn-Rimmed Glasses (in italiano occhiali bordati di tartaruga), è un personaggio della serie televisiva Heroes, interpretato da Jack Coleman e doppiato da Roberto Pedicini.

## Biografia

### Quindici anni prima
Quindici anni prima degli eventi raccontati nella prima stagione entra a far parte dell'Impresa come sottoposto del signor Thompson. Il suo primo compagno fu Claude Rains, che in seguito fu costretto ad uccidere poiché teneva nascosto un soggetto avanzato. In seguito il suo assistente divenne l'Haitiano. In quello stesso periodo Bennet ricevette in adozione Claire da Kaito Nakamura, inizialmente accettò solo per eseguire gli ordini, ma poi, col tempo, affezionatosi alla bambina, decise di nascondere a Thompson il fatto che anche Claire fosse diventata speciale acquisendo un'abilità per non riconsegnarla.

### Prima stagione - Volume uno: Genesi
Nella prima stagione viene presentato come un personaggio misterioso, contraddistinto dalla montatura a forma di tartaruga dei suoi occhiali (a cui si riferisce il suo soprannome HRG), che nell'ombra segue le vicende di tutti gli individui geneticamente avanzati, per conto della Compagnia. Le sue reali intenzioni, così come quelle dell'Impresa non vengono rivelate dall'inizio e per la prima parte della stagione rimangono avvolti nel mistero. Successivamente però si scoprirà che tutto il lavoro che svolge per l'Impresa lo fa solo con un unico intento: proteggere la sua famiglia dall'Impresa stessa e da potenziali soggetti avanzati pericolosi.
Il resto della sua famiglia, Claire compresa, non sa quale sia la sua reale attività, così quando la ragazza scopre tutta la verità e su come Noah teneva tutto nascosto alla moglie, ovvero cancellandole continuamente la memoria, il loro rapporto si deteriorerà. Quando i due però decidono una volta per tutte di chiarirsi, Ted Sprangue e Matt Parkman, vittime di Bennet, irrompono in casa sua in cerca di risposte e prendono tutta la famiglia in ostaggio. Con questa occasione, tutti vengono a conoscenza della doppia vita di HRG e dei poteri di Claire e, sfortunatamente, anche gli uomini dell'Impresa. Ricevuto l'ordine di consegnare la figlia, Bennet, inizialmente finge di accettare ma poi la consegna all'Haitiano con l'ordine di farla fuggire dopo avergli sparato ad un rene e cancellato la memoria, per evitare che gli uomini dell'Impresa possano ricavere informazioni da lui. Claire e Bennet si danno dunque un tristissimo addio e la ragazza parte per New York, dove incontrerà la famiglia biologica.
Negli ultimi episodi il suo inganno sarà scoperto dall'Impresa, e dopo essere fuggito assieme a Ted e Matt con l'intento di distruggere il nuovo sistema di localizzazione dell'organizzazione, si ricongiunge con Claire da cui viene nuovamente separato da Peter, che gli comunica dell'imminente esplosione. Dopo aver sottratto Molly, che l'Impresa sfruttava per localizzare le persone, si ricongiunge con la figlia al Kirby Plaza, e dopo l'esplosione sventata di Peter, i due si ricongiungono riprogettando una nuova vita insieme, senza più segreti.
L'ultimo episodio della prima stagione è il primo in cui viene rivelato il suo nome di battesimo (Noah).

### Seconda stagione - Volume due: Generazioni
Nella seconda stagione, Bennet si è trasferito con la sua famiglia in Costa Verde ed ha cambiato nome. Assieme a Mohinder cospira contro l'Impresa per distruggerla dall'interno. Tuttavia, dopo il tradimento del compagno, Claire viene catturata, attirandolo in una trappola da cui riesce a scappare grazie all'aiuto di West.
In seguito rapisce Elle, la figlia del capo dell'Impresa, con l'intento di trattarla come merce di scambio per riavere sua figlia.
Qui, si scopre che Bennet sapeva che il presidente dell'Impresa aveva effettuato terribili esperimenti su Elle, alterandone irrimediabilmente la psiche e lui non vuole che Claire cada nelle loro mani, perché sa che sarà usata per esperimenti simili.
In un confronto a fuoco, Bennet viene ferito in maniera apparentemente mortale da Suresh, ma, grazie al sangue della figlia, si rigenererà e potrà patteggiare il suo ritorno nell'Impresa, ottenendo in cambio la salvaguardia di Claire e della sua famiglia.

### Terza stagione

#### Volume tre: Criminali
Nella terza stagione Bennet inizialmente è nella prigione dall'Impresa, ma viene liberato da Elle per combatter Sylar che aveva appena ucciso suo padre ed inoltre aveva appreso i poteri di Claire. Torna a lavorare ancora per l'Impresa dopo che la gestione passa ad Angela Petrelli, che gli affida come compagno proprio Sylar (che Angela ha convinto essere suo figlio). Il loro primo compito sarà trovare i soggetti avanzati fuggiti dal livello 5. Tuttavia Noah accetta di avere come compagno Sylar solo apparentemente, mentre progetta con l'Haitiano un piano per ucciderlo. Quando Arthur Petrelli fonda la Pinehearst Company, rimane al servizio di Angela, nel tentativo di fermare il piano del signor Petrelli. Il suo rapporto con Claire si complica quando la ragazza insiste per cercare di aiutarlo nella cattura dei fuggitivi; decide così di insegnarle come combattere scoprendo quanto la ragazza soffra la sua lontananza. Quando Claire, durante un'eclisse che annulla tutti i poteri, rimane ferita da un colpo di pistola nel mezzo di una colluttazione con Elle e Sylar (passati dalla parte di Arthur), Noah dà loro la caccia arrivando quasi a uccidere Sylar. Una volta finita l'eclisse, Sylar tornerà a minacciarlo insieme alla famiglia ed allora Noah gli dirà che non è vero che Angela ed Arthur sono i suoi genitori; il gruppo verrà salvato da Hiro. Verso la fine Noah si troverà chiuso nella Primetech insieme a Claire, Angela e Meredith prigionieri di Sylar deciso a dimostrare loro che sono mostri come lui. Noah si troverà costretto a liberare i prigionieri per usarli come esche mentre non riuscirà a salvare Meredith; alla fine dopo aver sconfitto Sylar i tre guardano l'edificio dell'Impresa bruciare.

#### Volume quattro: Fuggitivi
Durante il quarto volume, Noah accetta di lavorare per Nathan Petrelli nella sua organizzazione governativa. In realtà però continua a tramare con Angela per tenere l'attività sotto controllo e soprattutto cercare di contrastare dall'interno il pericoloso agente Danko guadagnandosi la sua fiducia. A causa di questo si attira la rabbia di Claire che comincia a cercare di aiutare i fuggitivi rendendo difficile coprirla. Inoltre Sandra, stanca dell'ennesima bugia e di quello che fa Noah lo caccia di casa arrivando alla fine a chiedere il divorzio. Più avanti Danko, che passa a gestire tutto dopo che Nathan viene scoperto, gli mostra di aver catturato Sylar ma Noah non si convince. Infatti il cadavere appartiene ad un mutaforma che aveva preso le sembianze di Sylar con cui Danko aveva fatto un patto; dopo aver cercato inutilmente di smascherarlo Noah si trova costretto a scappare raggiungendo la famiglia Petrelli e sua figlia a Coyote Sands. Qui trova anche Mohinder, che aveva scoperto il posto tra i documenti del padre, a cui racconta cosa faceva suo padre in quel posto (dove venivano rinchiusi i ragazzini che avevano poteri tra cui i futuri fondatori dell'Impresa). Successivamente si farà catturare per permettere ad Angela e Claire di scappare e ritroverà nella stessa cella Danko, incastrato da Sylar dopo che questi ha rivelato il suo obbiettivo, con cui stringerà un accordo. Riuscirà a scappare grazie ad Hiro che poi lo salverà anche da Danko che stava per colpirlo alle spalle. Nella parte finale della terza stagione, quando Sylar mira ad uccidere il Presidente degli Stati Uniti d'America per sostituirsi a lui, convincerà a malincuore, insieme ad Angela Petrelli, Matt a fare il lavaggio del cervello al killer (momentaneamente stordito dopo che ha ucciso Nathan) per assumere l'identità dello stesso Nathan grazie al suo potere di mutaforma, allo scopo di poter tenere la situazione dell'organizzazione governativa sotto controllo.

### Quarta stagione - Volume cinque: Redenzione
All'inizio della quarta stagione, Bennet aiuta Tracy Strauss a riprendere la sua vecchia vita e le fa da mentore. Successivamente aiuta Peter a trovare un soggetto avanzato col poter di guaritore per salvare la vita di Hiro Nakamura. Il guaritore sarà Jaremy Greer, un ragazzo sconvolto per aver appena ucciso i suoi genitori a causa del suo stesso potere. Quindi aiuterà anche quest'ultimo in cerca di una personale redenzione visto che in tutti gli anni passati, pur potendolo fare, non ha mai aiutato nessuno dal suo punto di vista. Purtroppo la cosa andrà male dato che il ragazzo si lascia uccidere da dei poliziotti sentendosi in colpa. Inizialmente non è interessato alle faccende che coinvolgono il Luna Park dei Sullivan, poiché vuole smetterla col suo vecchio lavoro e ritirarsi, ma ben presto si ricrede quando la vita di Claire è messa in pericolo dagli stessi circensi. Così si mette sulle tracce di Samuel con l'obiettivo di eliminarlo indagando su misteriosi crolli e su una bussola che aveva trovato tra le cose di Danko e che uno degli uomini di Samuel tenta di riprendergli all'inizio del volume rischiando di ucciderlo. Nel mentre riprende i rapporti con la sua vecchia collega della Primetech, Lauren Gilmore, con la quale tempo addietro aveva quasi avuto una relazione (troncata sul nascere dalla donna che si era fatta cancellare i ricordi della loro amicizia dall'haitiano). Arrivato al Luna Park per salvare Claire, che aveva rubato la bussola e si era fatta abbindolare dal mondo mostratogli da Samuel, viene incastrato da quest'ultimo che inscena una sparatoria (usando Eli, uno dei suoi uomini capace di moltiplicarsi) nella quale Lydia viene uccisa. Ciò gli dà il pretesto per dichiarare guerra al mondo. Per mettergli Claire contro definitivamente, Noah viene messo a nudo nella Casa degli Specchi dove si scopre che tempo addietro aveva già una moglie incinta che venne uccisa da un uomo con la telecinesi e ciò lo spinse ad entrare nella Compagnia la quale poi lo spinse a sposare Sandra. Claire decide però di non abbandonare il padre e i due vengono rinchiusi in un rimorchio e sepolti vivi, ma sono salvati da Tracy. Insieme a Claire si uniscono così per fermare Samuel. Dopo che Samuel è battuto da Peter, lo farà arrestare da Lauren.

## Heroes Reborn
Noah ormai si è fidanzato e a breve convolerà a nozze, però tutto cambia quando incontra Quentin Frady, un uomo fissato con le idee complottiste, che lo spinge a investigare con lui sulla Renautas, una società guidata dalla spietata Erica Kravid. Noah accetta, sperando che ciò lo aiuti a ritrovare sua figlia scomparsa da un anno. Sembra che Noah, un anno fa, fosse a conoscenza di qualcosa di compromettente, tanto che René gli tolse un ricordo, addirittura René cerca di uccidere Noah per evitare che ricordi ciò che ha volutamente dimenticato, anche se Noah lo uccide, persino Molly Walker si è tolta la vita per evitare che Noah lo possa ricordare.
Noah andando in ospedale accede a un video dove la telecamera, un anno prima, immortalò Noah, notando alcune incoerenze sui tempi, capendo che Hiro Nakamura, un anno fa, giocò un ruolo in quello che successe, quindi Noah e Quentin vanno a salvarlo, infatti era detenuto in un laboratorio della Renautas, purtroppo durante la missione di salvataggio Quentin viene ucciso. Hiro e Noah tornano indietro nel tempo a un anno fa dove Noah scopre che Claire è morta dando alla luce due gemelli, Tommy e Malina, secondo Angela Petrelli loro due sono destinati a salvare il mondo dalla tempesta solare che distruggerà l'umanità, come predetto dal suo sogno; la Renautas vuole impedirlo per far sì che la Terra, in un'epoca futuristica, possa essere ripopolata da persone che loro selezioneranno, quindi cercheranno di far del male ai bambini. Noah infatti doveva dimenticarsi dell'esistenza dei suoi nipoti per evitare che la Renautas attraverso lui risalisse a loro. Noah fa dei cambiamenti lasciando che questa volta la memoria gli venga cancellata da un altro soggetto avanzato, Caspar, mentre Hiro e Angela portano i bambini nel passato, nel 1999, così quando arriverà la tempesta saranno già adolescenti pratici dei loro poteri. Noah conosce la versione adolescente di Tommy, insieme a un Hiro più vecchio, infatti lui e Angela non sono tornati nel loro tempo perché Tommy ha assorbito il potere di Hiro, come fece con quello della madre, portandola alla morte. Tommy, con i poteri di Hiro, riporta Noah nel suo tempo, il viaggio nel passato ha cambiato alcuni eventi ad esempio René e Quentin ora sono vivi.
Noah si ricongiunge con Malina e va a Odessa con lei perché è lì che Tommy li attende, dato che sarà proprio a Odessa che secondo il sogno di Angela salveranno il mondo dalla tempesta solare che avverrà a breve, però Tommy porta Noah indietro nel tempo al periodo in cui Angela faceva esperimenti su Tommy e Malina, i due non riuscivano a combinare i loro poteri finché non capì che serviva un'altra persona che facesse da catalizzatore per i due gemelli, infatti Angela nel sogno aveva visto insieme ai ragazzi una terza persona che salvava il mondo; Noah sentendo la conversazione capisce che è lui la persona del sogno anche se, assorbendo i poteri dei due gemelli, sarebbe morto. Tommy lo riporta nel presente, al momento preciso dove Malina e Tommy, a Odessa usano i loro poteri per proteggere la Terra dalla tempesta solare, con poco successo. Noah, pur essendo cosciente del fatto che morirà, decide di aiutare i suoi nipoti, Tommy prova a convincerlo a trovare un'altra soluzione ma Noah spiega ai due ragazzi che loro hanno un destino che li attende mentre il suo è questo. Noah tiene Tommy e Malina per mano e in un ultimo gesto eroico assorbe i loro poteri creando un campo di forza che avvolge il pianeta proteggendolo dalla tempesta solare. Purtroppo dopo aver salvato il mondo Noah va incontro all'inevitabile morte.

## Abilità
Pur essendo un umano privo di poteri, la sua lunga esperienza nel lavoro per l'Impresa gli ha dato una vasta conoscenza su come prepararsi al meglio nell'affrontare una persona con superpoteri (in maniera diversa a seconda del potere).
Ha dimostrato nel corso della serie di essere un abile cecchino (sia con la pistola che col fucile) e di essere abile anche nel corpo a corpo. Conosce inoltre sia il giapponese che, in misura minore, il russo.

## Curiosità
Il suo abbigliamento si ispira, almeno parzialmente, a quello di William Foster, il personaggio interpretato da Michael Douglas nel film Un giorno di ordinaria follia.